# 阿尔卡迪乌什·米哈尔斯基
阿尔卡迪乌什·米哈尔斯基（波蘭語：Arkadiusz Michalski，1990年1月7日—），波兰男子举重运动员，2015年欧洲锦标赛男子105公斤级银牌得主、2016年欧洲锦标赛男子105公斤级银牌得主、2017年欧洲锦标赛男子105公斤级铜牌得主、2018年欧洲锦标赛男子105公斤级金牌得主、2018年世界锦标赛男子109公斤级铜牌得主。